# Pimelodus
I Pimelodus (Lacépède, 1803) sono un genere di pesci siluriformi della famiglia dei Pimelodidae.

## Tassonomia
Il genere Pimelodus e le specie che lo compongono non sono monofiletiche. Il genere è ancora in fase di studio e classificazione in quanto ancora poco note. L'elevato numero di specie attualmente incluse nel Pimelodus, insieme alla grande variabilità nella morfologia e nella colorazione delle specie, portano a una alta difficoltà nel revisionare la sistematica completa del genere.
Inizialmente le specie classificate sotto questo genere erano 33.
Secondo World Register of Marine Species, sono soltanto due le specie incluse in questo genere, avendo riclassificato le restanti specie precedentemente incluse:
- Pimelodus blochii Valenciennes, 1840
- Pimelodus tetramerus Ribeiro & Lucena, 2006

Mentre ITIS, ne ricomprende 24:
- Pimelodus absconditus Azpelicueta, 1995
- Pimelodus albicans Valenciennes, 1840)
- Pimelodus albofasciatus Mees, 1974
- Pimelodus altissimus Eigenmann and Pearson in Eigenmann and Allen, 1942
- Pimelodus argenteus Perugia, 1891
- Pimelodus atrobrunneus Vidal and Lucena, 1999
- Pimelodus blochii Valenciennes, 1840
- Pimelodus brevis Marini, Nichols and La Monte, 1933
- Pimelodus coprophagus Schultz, 1944
- Pimelodus fur Lütken, 1874
- Pimelodus garciabarrigai Dahl, 1961
- Pimelodus grosskopfii Steindachner, 1879
- Pimelodus heraldoi Azpelicueta, 2001
- Pimelodus jivaro Eigenmann, 1942
- Pimelodus maculatus Lacepède, 1803
- Pimelodus microstoma Steindachner, 1877
- Pimelodus mysteriosus Azpelicueta, 1998
- Pimelodus navarroi Schultz, 1944
- Pimelodus ornatus Kner, 1858
- Pimelodus ortmanni Haseman, 1911
- Pimelodus paranaensis Britski and Langeani, 1988
- Pimelodus pictus Steindachner, 1876
- Pimelodus platicirris Borodin, 1927
- Pimelodus punctatus Meek and Hildebrand, 1913